# День памяти жертв национал-социализма
День памяти жертв национал-социализма 27 января (нем. Tag des Gedenkens an die Opfer des Nationalsozialismus am 27. Januar) — общенациональный и законодательно установленный день памяти в Германии с  1996 года. Этот день отмечается в память освобождения концентрационного лагеря Освенцим Красной Армией 27 января 1945 года. В 2005 году Организация Объединенных Наций установила 27 января Международным днем памяти жертвам Холокоста.

## День памяти в Германии
Этот день посвящен памяти всех жертв нацизма. 
Мы помним всех жертв беспрецедентного тоталитарного режима: евреи, цыгане, синти, свидетели Иеговы, миллионы похищенных славян, людей с ограниченными возможностями, гомосексуалистов, политических заключенных, больных и инвалидов, членов сопротивления и всех, кого нацистская идеология объявила врагами и преследовала. Мы также поминаем тех, кто смело сопротивлялся или оказывал защиту и помощь.Норберт Ламмерт, 
День памяти был установлен 3 января 1996 года указом федерального президента Романа Херцога и назначен на 27 января.
В своем заявлении Херцог заявил:
Память не должна заканчиваться. Она также должна напоминать будущим поколениям о необходимости быть бдительными. Поэтому сейчас важно найти такую форму напоминания, которая окажет влияние на будущее. Она должна выражать скорбь по поводу страданий и потерь, быть посвящено памяти жертв и противодействовать любому риску повторения.Роман Херцог, 
В этот день, в ФРГ на общественных зданиях приспущены флаги. Также, день памяти жертв национал-социализма был призван привлечь внимание к современным тенденциям антисемитизма, ксенофобии и человеконенавистничества.
Ежегодно в Бундестаге проводится час памяти в честь дня памяти жертв национал-социализма.
После пересмотра перикопа в 2018 году, день памяти стал частью протестантского литургического года.